# 16. Turniej Czterech Skoczni
16. Turniej Czterech Skoczni rozgrywany był od 30 grudnia 1967 do 7 stycznia 1968.
Turniej wygrał  Bjørn Wirkola.

## Oberstdorf
Data: 30 grudnia 1967

Państwo:  RFN

Skocznia: Schattenbergschanze

Punkt konstrukcyjny: 115 m

### Wyniki konkursu
| Poz. | Imię i nazwisko  | Narodowość     | Punkty |
| ---- | ---------------- | -------------- | ------ |
| 1.   | Dieter Neuendorf | NRD            | ?      |
| 2.   | Lars Grini       | Norwegia       | ?      |
| 3.   | Bjørn Wirkola    | Norwegia       | ?      |
| 4.   | Jiří Raška       | Czechosłowacja | ?      |
| 5.   | Ronald Jensen    | Norwegia       | ?      |
| 6.   | Bent Tomtum      | Norwegia       | ?      |
| 7.   | Manfred Queck    | NRD            | ?      |
| 8.   | Per Bjørnstad    | Norwegia       | ?      |
| 9.   | Wolfgang Stöhr   | NRD            | ?      |
| 10.  | Veikko Kankkonen | Finlandia      | ?      |

## Garmisch-Partenkirchen
Data: 1 stycznia 1968

Państwo:  RFN

Skocznia: Große Olympiaschanze

Punkt konstrukcyjny: 115 m

### Wyniki konkursu
| Poz. | Imię i nazwisko  | Narodowość     | Punkty |
| ---- | ---------------- | -------------- | ------ |
| 1.   | Bjørn Wirkola    | Norwegia       | 236,2  |
| 2.   | Dieter Neuendorf | NRD            | 225,2  |
| 3.   | Reinhold Bachler | Austria        | 218,4  |
| 4.   | Bent Tomtum      | Norwegia       | 215,5  |
| 5.   | Ladislav Divila  | Czechosłowacja | 213,2  |
| 6.   | Lars Grini       | Norwegia       | 209,8  |
| 7.   | Zbyněk Hubač     | Czechosłowacja | 209,1  |
| 8.   | Józef Kocyan     | Polska         | 207,7  |
| 9.   | Horst Queck      | NRD            | 207,2  |
| 10.  | Gilbert Poirot   | Francja        | 206,9  |

## Innsbruck
Data: 6 stycznia 1968

Państwo:  Austria

Skocznia: Bergisel

Punkt konstrukcyjny: 115 m

### Wyniki konkursu
| Poz. | Imię i nazwisko   | Narodowość     | Punkty |
| ---- | ----------------- | -------------- | ------ |
| 1.   | Garij Napałkow    | ZSRR           | 222,5  |
| 2.   | Bjørn Wirkola     | Norwegia       | 220,9  |
| 3.   | Jiří Raška        | Czechosłowacja | 215,5  |
| 4.   | Anatolij Żegłanow | ZSRR           | 212,7  |
| 5.   | Bent Tomtum       | Norwegia       | 207,8  |
| 6.   | Jouko Törmänen    | Finlandia      | 207,7  |
| 7.   | Lars Grini        | Norwegia       | 206,7  |
| 8.   | Wolfgang Stöhr    | NRD            | 205,0  |
| 9.   | Ryszard Witke     | Polska         | 203,1  |
| 10.  | Heinz Schmidt     | NRD            | 200,1  |

## Bischofshofen
Data: 7 stycznia 1968

Państwo:  Austria

Skocznia: Paul-Ausserleitner-Schanze

Punkt konstrukcyjny: 115 m

### Wyniki konkursu
| Poz. | Imię i nazwisko   | Narodowość     | Punkty |
| ---- | ----------------- | -------------- | ------ |
| 1.   | Jiří Raška        | Czechosłowacja | 215,9  |
| 2.   | Anatolij Żegłanow | ZSRR           | 201,4  |
| 3.   | Zbyněk Hubač      | Czechosłowacja | 199,8  |
| 4.   | Bjørn Wirkola     | Norwegia       | 197,8  |
| 5.   | Dalibor Motejlek  | Czechosłowacja | 197,1  |
| 6.   | Baldur Preiml     | Austria        | 196,9  |
| 7.   | Manfred Queck     | NRD            | 195,0  |
| 8.   | Reinhold Bachler  | Austria        | 192,9  |
| 9.   | László Gellér     | Węgry          | 192,8  |
| 10.  | Dieter Neuendorf  | NRD            | 192,4  |

## Klasyfikacja generalna
| Poz. | Skoczek           | Kraj           | Punkty |
| ---- | ----------------- | -------------- | ------ |
| 1.   | Bjørn Wirkola     | Norwegia       | 876,8  |
| 2.   | Jiří Raška        | Czechosłowacja | 851,8  |
| 3.   | Dieter Neuendorf  | NRD            | 848,9  |
| 4.   | Bent Tomtum       | Norwegia       | 822,3  |
| 5.   | Zbyněk Hubač      | Czechosłowacja | 817,0  |
| 6.   | Garij Napałkow    | ZSRR           | 807,8  |
| 7.   | Wolfgang Stöhr    | NRD            | 804,5  |
| 8.   | Anatolij Żegłanow | ZSRR           | 803,0  |
| 9.   | Dalibor Motejlek  | Czechosłowacja | 799,4  |
| 10.  | Ryszard Witke     | Polska         | 790,7  |